# Лагодовская, Елена Фёдоровна
Елена Фёдоровна Лагодовская (укр. Олена Федорівна Лагодовська; 1899—1958) — советский украинский археолог, кандидат исторических наук.

## Биография
Родилась 15 июля 1899 года в Одессе в семье учителя.
Среднее образование получила в Ленинграде, окончив в 1917 году гимназию. В 1919 году переехала в Житомир, где в 1925 году окончила факультет общественных наук Института народного образования в Житомире (ныне Житомирский государственный университет имени Ивана Франко). Параллельно с обучением с 1920 начала работать в Волынском научно-исследовательском музее (ныне Житомирский областной краеведческий музей). С 1926 по 1930 год обучалась в аспирантуре в Государственной академии истории материальной культуры (ГАИМК) и в Ленинградском государственном университете (ЛГУ, ныне Санкт-Петербургский государственный университет).
По окончании аспирантуры и защиты диссертации о мегалитической культуре Украины, Елена Лагодовская получила назначение на работу в Одесский историко-археологический музей (ныне Одесский археологический музей). Затем, перейдя в 1939 году в Институт археологии Академии наук Украинской ССР, до конца жизни работала в нём старшим научным сотрудником, а с 1944 по 1949 год заведовала отделом первобытной археологии этого института.
Е. Ф. Лагодовская руководила многими крупными археологическими экспедициями на Украине, в числе её экспедиционных руководителей были Пётр Ефименко (Воронежская область и Чувашская АССР) и Сергей Гамченко (на территории Украинской ССР).
В круг её научных интересов входили вопросы, относящиеся к древнейшей истории Украины эпохи раннего металла. С её именем связано изучение мегалитических памятников, открытие и изучение усатовской культуры, исследование памятников позднетрипольского времени Волыни, а также изучение культуры древнеямного типа на территории Украины. Автор ряда научных трудов.
Умерла 13 декабря 1958 года в Киеве.